# Brachydaktylie Typ D

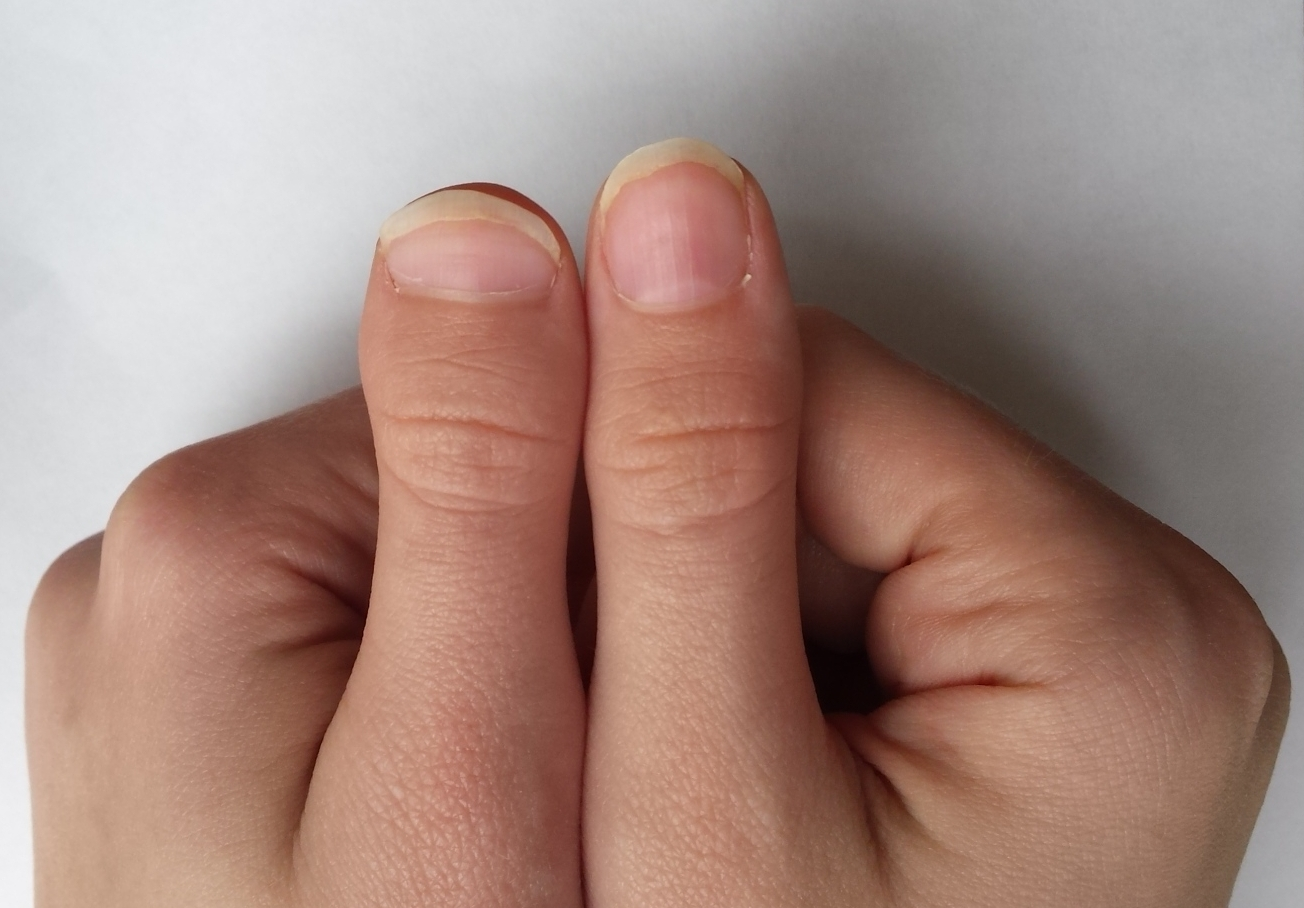
Brachydactylie Typ D, einseitig

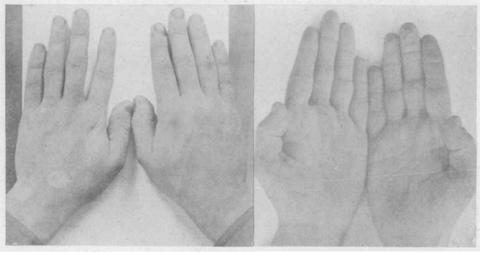
Brachydaktylie Typ D

Die Brachydaktylie Typ D (auch Brachymegalodactylismus, zu deutsch auch als Schaufeldaumen bezeichnet) ist die häufigste Form der Brachydaktylie und bezeichnet eine angeborene Fehlbildung des Skelettes, die klinisch mit kurzem, dickem Daumen und breitem Nagelbett anschaulich ist. Der Großzeh kann gleichfalls verkürzt und verdickt sein. Das Endglied (distale Phalanx) betroffener Daumen hat gewöhnlicherweise zwischen 50 und 66 Prozent der Länge nichtbetroffener Daumen. Die Erstbeschreibung dieses Types stammt aus dem Jahre 1928 durch O. Thomsen.

## Vererbung
Die Vererbung erfolgt autosomal-dominant.

## Ursache
Der Erkrankung liegen zumindest teilweise Mutationen im HOXD13-Gen auf Chromosom 2 Genort q31.1 zugrunde, indem erfrühtes Abrunden des Daumenendstücks (epiphysis ossis) mit diesem für Fingerentwicklung und -Wachstum (digitus manus) zentralen Gen verbunden sei.
Mutationen in diesem Gen finden sich auch bei der Brachydaktylie-Syndaktylie Typ Zhao, Brachydaktylie Typ E, Syndaktylie Typ V und Polysyndaktylie.
Ferner wurden Veränderungen auf dem Chromosom 7 an p15 gefunden.